# Biki
Biki, pseudonimo di Elvira Leonardi, coniugata Bouyeure (Milano, 1º giugno 1906 – Milano, 23 febbraio 1999), è stata una stilista e socialite italiana. È stata una delle più celebri sarte italiane tra gli anni quaranta e gli anni sessanta. Il suo atelier milanese, luogo d'incontro di molte personalità della cultura, è stato anche frequentato da Maria Callas, della cui "trasformazione" Biki è stata la principale artefice.
Il suo pseudonimo, consigliatole da Gabriele D'Annunzio) e marchio della sua casa di moda, deriva dal soprannome "Bicchi" (derivato da "birichina") datole da Giacomo Puccini; la Leonardi era figlia di Fosca, che era figlia di primo letto di Elvira, poi compagna e moglie del celebre compositore). Sin dall’infanzia Elvira Leonardi “Bicchi” vive dunque in un ambiente raffinato, aristocratico, ricco, colto, tra musica, teatro, arte e un diffuso gusto naturale per l’eleganza, naturalmente anche nel vestire.

## Biografia

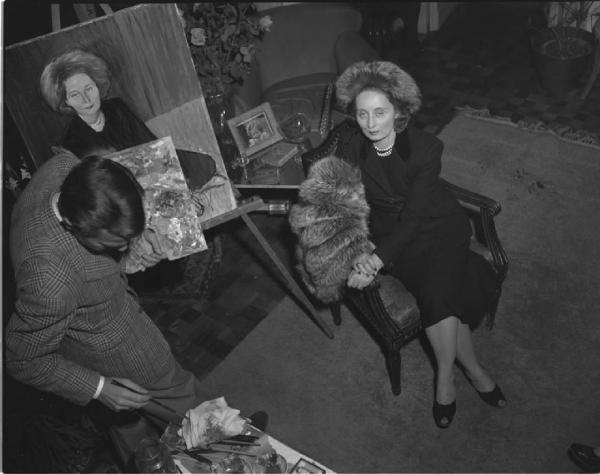
Biki negli anni quaranta. Fotografia di Federico Patellani

### Gli esordi
Diciottenne, frequenta il bel mondo, la Scala, i Visconti di Modrone, la famiglia Toscanini, Franca Florio, il sarto Lucien Lelong, il fotografo Horst P. Horst, Isadora Duncan. Nella necessità di lavorare, da sempre appassionata di abiti, alla fine del 1933 incontra ad un pranzo Vera Borea, che ha un piccolo atelier a Parigi, e propone a lei e Gina Cicogna di occuparsi delle sue collezioni sportive e balneari per l'Italia. Il progetto non va in porto ma le due decidono comunque di aprire in società un atelier di biancheria intima d'imitazione francese, particolarmente richiesto ora che, per volontà del regime fascista, che imponeva l'autarchia, le importazioni dalla Francia e lo stesso impiego di teline francesi, non dovevano superare il 50% del vendibile. Il loro marchio, "Domina", è inventato da Gabriele D'Annunzio, che è presente anche alla sfilata d'esordio nella primavera del 1934, nell'atelier di via del Senato nº 8. D'Annunzio fa incetta di biancheria per l'amante di turno, la pianista Luisa Baccara ma, indebitatissimo, non può pagare altrimenti che con una fiorita lettera di complimenti.

### In proprio
Sciolta l'associazione con la Cicogna, Biki si mette in proprio, lasciando da parte la biancheria e cominciando a ideare modelli di lusso (abiti di gala e da gran sera) e tailleurs. La prima sfilata è del 5 maggio 1936 (stesso giorno della proclamazione dell'impero da parte di Benito Mussolini). La sua casa, per tutti gli anni Cinquanta e Sessanta, è frequentata da tutte le maggiori personalità del mondo della cultura, dello spettacolo e della finanza; diventa, per eccellenza, la sarta delle grandi signore milanesi. Nel 1936 sposa il collezionista d’arte e antiquario Robert Bouyeure e avranno una figlia, Roberta.
Nel dopoguerra, Biki si associa al Centro italiano della moda di Marinotti della Snia Viscosa, fruendo dell’organizzazione delle sfilate coordinate dall’uomo che sosteneva presso le case di moda l’uso delle nuove fibre sintetiche e artificiali.
Conosce Maria Callas nel 1951 in casa di Wally Toscanini; più tardi la stessa Biki, curiosamente, ricorderà come la futura primadonna, e sua maggior "testimonial", la colpisse proprio per la sciatteria del suo abbigliamento. In questo suo "decennio d'oro" è affiancata dal genero Alain Reynaud, già allievo di Jacques Fath, che firma collezioni proprie dal 1957. Caratteristici del suo stile sono gli accostamenti di colori, la ricchezza e un generale rifarsi alla foggia del Cinquecento.

### Gli anni del boom economico
Più in generale, Biki è, con Germana Marucelli e Jole Veneziani, l'artefice del made in Italy, specialmente a partire dagli anni Sessanta ma è anche una delle primissime sarte ad allearsi con l'alta moda: tra il 1960 e il 1966 collabora con il Gruppo Finanziario Tessile creando la linea Cori-Biki. Alla morte della madre, risposatasi a suo tempo con Mario Crespi, il maggiore dei tre fratelli che hanno la totale proprietà del Corriere della Sera, eredita una fetta consistente di quell'impero editoriale ma continua a lavorare alacremente.
È ormai stabilita definitivamente in via s. Andrea, prima in un atelier vicino a via Montenapoleone, poi in un altro quasi all'angolo di via della Spiga. Qui resterà fino alla morte.

### Dopo il Sessantotto
Nell'ultima fase della sua carriera, in un clima culturale molto mutato, lancia una moda molto più sobria: fanno una certa sensazione suoi abiti da sera confezionati in tweed, una novità assoluta. Nel corso degli anni, oltre a mantenere una propria sceltissima, affezionata clientela, è stata attiva anche come giornalista e consulente di ditte di confezioni. Negli ultimi anni Novanta collaborava con lei la figlia Roberta. Nel 1999, con la morte della fondatrice, la maison è stata chiusa.
Biki riposa con la famiglia al Cimitero Monumentale di Milano, nella tomba 192 del Riparto VI; dal 2015 il suo nome, assieme a quello di molte altre illustri personalità, è iscritto nel Famedio cittadino del cimitero..
A Milano le è stato intitolato il Passaggio Biki, raccordo pedonale tra le vie Tortona e Ventimiglia nei pressi della Stazione di Porta Genova.

## Archivio
La documentazione relativa alla vita e all'attività creativa di Biki, di proprietà della famiglia Reynaud, è depositata temporaneamente presso le Civiche raccolte storiche del Comune di Milano, nel fondo archivistico Leonardi Bouyeure Elvira.